# Pungitius bussei
Pungitius bussei is een straalvinnige vissensoort uit de familie van de stekelbaarzen (Gasterosteidae). De wetenschappelijke naam van de soort is, als Gasterosteus bussei, voor het eerst geldig gepubliceerd in 1888 door Warpachowski.